# Rhododendron fangchengense
Rhododendron fangchengense är en ljungväxtart som beskrevs av Pui Cheung Tam. Rhododendron fangchengense ingår i släktet rododendron, och familjen ljungväxter. Inga underarter finns listade i Catalogue of Life.